# Михаэль Кольхаас
«Михаэль Кольхаас» (нем. Michael Kohlhaas) — повесть Генриха фон Клейста о благородном разбойнике. Отрывок повести Клейст опубликовал в июне 1808 года в своём журнале «Феб». Полностью повесть вышла в первом томе рассказов Клейста в 1810 году.

## Сюжет
Действие повести разворачивается в Саксонии в середине XVI века, в эпоху Реформации. Михаэль Кольхаас, честный торговец лошадьми, сталкивается с произволом нового владельца пограничного замка, юнкера Венцеля фон Тронка. При переходе границы у Кольхааса под надуманным предлогом отнимают двух лучших коней в качестве залога. Позже он обнаруживает, что его лошадей жестоко использовали на тяжелых работах, а слугу, пытавшегося заступиться, избили. Кольхаас пытается добиться справедливости через суд.
Однако из-за влиятельных родственников юнкера все законные попытки Кольхааса восстановить справедливость терпят крах. Жена Михаэля вызывается отвезти его обращение к саксонскому государю (курфюрсту), но, пытаясь пробраться к нему с прошением, получает от стражника смертельную рану пикой. Отчаявшись, Кольхаас продает имущество и начинает мстить силой. Он нападает на замок юнкера, который успевает бежать. Постепенно к Кольхаасу присоединяются недовольные, и его отряд растет. Он осаждает города, где скрывается поставивший себя выше закона аристократ.
Вмешательство Мартина Лютера приводит к переговорам. Кольхаасу обещают амнистию и пересмотр дела в обмен на роспуск отряда. В итоге дрезденский суд признает его правоту: лошадей возвращают в хорошем состоянии, а юнкера сажают в тюрьму. Однако за организацию восстания, которое продолжилось и без него, самого Кольхааса приговаривают к смерти. Он принимает приговор, добившись наконец правосудия над своим обидчиком, но заплатив за это жизнью.

## Историческая основа
Историческим прототипом Михаэля Кольхааса является лошадиный барышник Ганс Кольхазе из Кёльна-на-Шпрее (ныне в составе Берлина) в маркграфстве Бранденбург. В октябре 1532 года он отправился на Лейпцигскую торговую ярмарку в соседнее курфюршество Саксония. По дороге он был остановлен людьми местного юнкера фон Зацвица, отнявшим у него в уплату проезда двух дорогих лошадей. После безуспешных попыток возместить ущерб в саксонских судах, он выдвинул в 1534 году публичный иск, после чего напал со своими слугами на Виттенберг, где сжёг несколько зданий.
Подвиги его быстро сделались известными, а слухи о них дошли до самого Мартина Лютера, который направил бунтовщику письмо с решительным осуждением и требованием сдаться властям. Одним из аргументов лидера немецкой реформации являлось то, что набеги барышника нарушали условия вечного мира, заключённого в 1495 году между Саксонией и Бранденбургом. Однако Кольхазе продолжил свои нападения на города, поместья и проезжих путешественников, открыто обвинив в своих злоключениях несправедливые саксонские порядки, после чего курфюрст Иоганн Фридрих I назначил награду за его голову.

В начале 1540 года Кольхазе был схвачен и осуждён на смерть. На суде он последовательно изложил свои претензии к юнкеру и к властям, оставившим его безо всякой защиты. 22 марта 1540 года Кольхазе казнён был вместе со своим сообщником Георгом Нагельшмидтом в Берлине через колесование. Однако суд присудил при этом взыскать материальное возмещение ущерба с обидчика, публично осудив его поступок, а также присудил пожизненное содержание семье казнённого. 

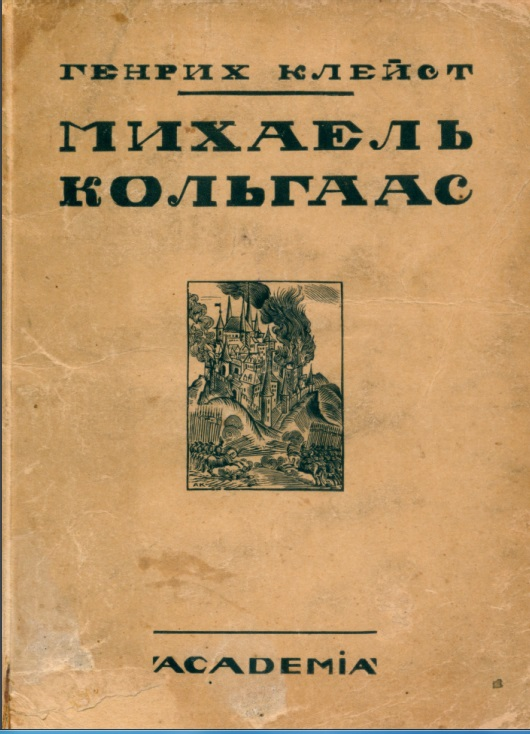
Русское издание повести (1928) с гравюрой А. И. Кравченко

История Кольхазе получила широкую известность в немецком обществе, сделавшись символом борьбы нарождавшегося городского сословия с изживавшим себя рыцарством. Примерно в середине XVI столетия она стала сюжетом народного предания, которое положил в основу своей повести немецкий писатель-романтик Генрих фон Клейст, драматизировавший в ней личное стремление к справедливости вопреки требованиям общего закона и общества. Публикация новеллы приурочена была к росту патриотического сознания в немецком обществе, недовольного наполеоновской оккупацией, горячим противником которой являлся сам писатель.

## Оценки и влияние
Разбойничьи романы и повести были весьма популярны на рубеже XVIII и XIX веков. В русской литературе наиболее известен роман «Дубровский» А. С. Пушкина, по-видимому, созданный независимо от повести Клейста.
Высокую оценку повести Клейста дал Герман Гессе: «С первой же страницы мы сразу попадаем в гущу событий и, чуть не задыхаясь, залпом прочитываем всё. <…> Всё здесь подлинно, темпераментно, схвачено верной рукой и пронизано сокровенной нежностью. После „Кольхааса“ долгое время просто невозможно читать современные романы.».
Осознанно использует сюжет повести Клейста Э. Л. Доктороу, назвавший главного героя своего романа «Рэгтайм» (1975) созвучным именем Уокер Колхаус. На основе романа Доктороу режиссер Милош Форман снял фильм «Рэгтайм».

## Экранизации
- «Человек на коне» (нем. Michael Kohlhaas – der Rebell) — режиссёр Фолькер Шлёндорф (ФРГ, 1969), в роли Кальхааса британский актёр Дэвид Уорнер.
- «Джек Булл» (англ. The Jack Bull) — режиссёр Джон Бэдем (США, 1999), в главной роли Джон Кьюсак; действие перенесено в Вайоминг 1890 года.
- «Михаэль Кольхаас» (фр. Michael Kohlhaas) — режиссёр Арно де Пальер (Франция, 2012), в главной роли Мэдс Миккельсен; действие перенесено во французские Севенны XVI века.